# Цикламат
Цикламатът (Cyclamate) е хранителна добавка, синтетичен заместител на захарта. Европейският код на цикламата като хранителна добавка е Е952. Цикламатът спада към групата на високоефективните подсладители – вещества, които са десетки или стотици пъти по-сладки от обикновената захар, в която група влизат аспартам (Е951), ацесулфам К (Е950), сукралоза (Е955), захарин (Е954), неотам и др. 

## Химична формула
C6H13NO3S.Na (sodium N-cyclohexylsulfamate). Подсладителят се получава чрез екстракция от cyclohexylamine и sulfamic киселина.
Съществуват два вида от Е952:
- натриев цикламат
- калциев цикламат + цикламатна киселина.

## История
Цикламатът е синтезиран през 1937 г. 30-50 пъти е по-сладък от захарозата и се лансира като подходящ за диабетици. През 50-те години на миналия век диетичните напитки масово включват в състава си смесица от захарин и цикламат.

### Вреди
През 1969 г. е проведено лабораторно изследване върху мишки на хроничната токсичност, която показва, че комбинацията от захарин и цикламат причинява рак на лабораторни плъхове. През 70-те години на миналия век започва рекламата изтъкваща отсъствието на подправката, примерно на разтворимия микс за пиене Funny Face с мотото: „Без цикламат – просто добавете захар“.
Констатирано е, че действието на подсладителите не е мигновено, а те се натрупват в нашия организъм до момента, в който не се появи болестта. Подсладителят е крайно противопоказен за хора, които страдат от бъбречна недостатъчност. Неподходящ е за употреба по време на бременност и кърмене.
През 1970 г. цикламат е забранен за употребата в храни, напитки и лекарства в САЩ. Днес повече от 55 страни все още одобряват употребата на цикламат, вкл. България, където се влага във всевъзможни продукти. В България разрешената концентрация на цикламата е до 2500 mg/kg, а захаринът – в концентрации 3000 mg/kg. Счита се, че безопасната доза за човек е не повече от 0.8 грама на ден.

### Ползи
Такива няма, неслучайно в много държави е незаконен продукт. Като положителни черти се изтъква, че не вреди на здравината на зъбите, няма металния привкус на захарина, липсата на калории (0 ккал), лесното разтваряне във вода и издръжливост на много високи температури.
Употребата на цикламата не е от здравословни причини. Масовата употреба е оправдана от факта, че е евтин и много подходящ за влагане във всевъзможни хранителни продукти, защото издържа термична обработка.